# أرطميدورس الإفسي
أرطميدورس الإفسي أو أرطاميدورس الأفسسي (القرن 2 م) هو عالم إغريقي، نسبته إلى أفسس.
له كتاب «تعبير الرؤيا»، وقد ترجمه حنين بن إسحق من اليونانية إلى العربية.